# Upe
Pour les articles homonymes, voir UPE.

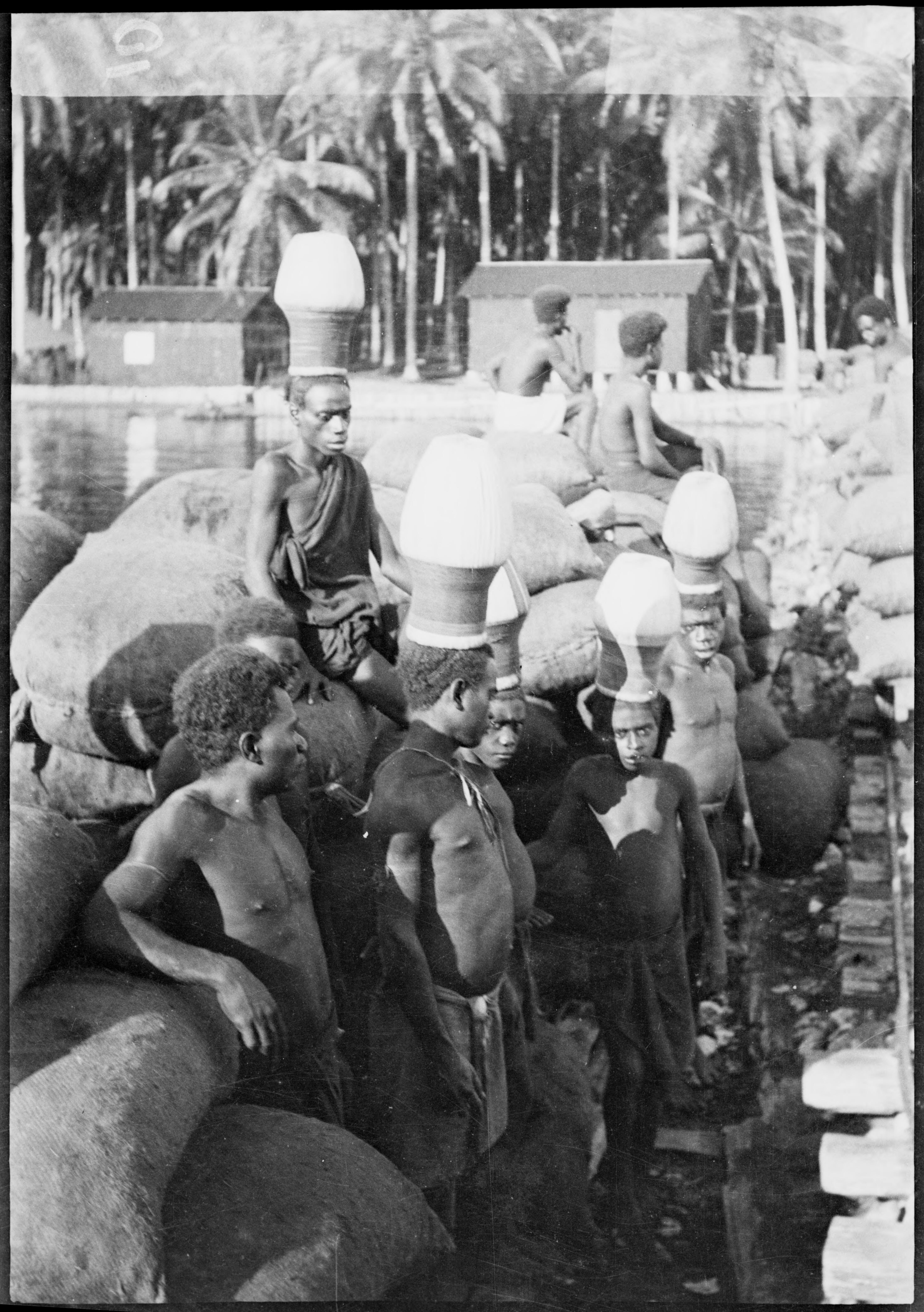
Cinq adolescents portant une upe pendant une cérémonie en 1929

L'upe présente sur le drapeau de Bougainville.

Une upe, aussi appelée upi, est une coiffe traditionnelle portée par les adolescents mâles lors d'un rite de passage à l'âge adulte pratiqué dans la province autonome de Bougainville, en Papouasie-Nouvelle-Guinée. Faite de paille tressée, elle figure symboliquement sur le drapeau de Bougainville depuis la création de celui-ci en 1975.
Par extension, le terme désigne aussi bien la coiffe que le rite et ses participants. 
Arrivés à la fin de l'adolescence, les hommes effectuant le Upe suivent pendant plus d'un an un enseignement des pratiques traditionnelles — dont la médecine, la chasse et la pêche, la culture de la terre et le chant — au cours duquel ils leur est interdit d'être vu par des femmes. Lors du référendum sur l'indépendance organisé en novembre et décembre 2019, des bureaux de vote tenus uniquement par des hommes sont notamment mis en place afin que les upes puissent participer au scrutin. 